# Adabel Guerrero
Adabel Anahí Guerreiro Melachenko reconhecida como Adabel Guerreiro (La Plata, Buenos Aires, Argentina, 18 de julho de 1978) é uma bailarina e vedete argentina, que também tem trabalhos realizados como cantora em várias de suas apresentações em televisão.